# Dakyu

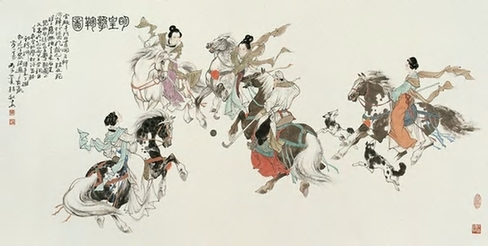
Una scena di gioco

Il dakyu (打毬?, Dakyū) è un antico gioco equestre giapponese.

## Storia
Originario della Cina,le prime notizie di questo gioco risalgono all'VIII secolo: la più antica testimonianza scritta è in un documento del 727 d.C.
Lo scritto descrive una sfida disputata a Kasugano, nella provincia di Nara, mentre nello stesso anno un editto dell'imperatore proibiva le discipline equestri perché troppo popolari, impoverendo le forze della cavalleria imperiale. È rimasto popolare tra l'aristocrazia fino al periodo Kamakura, quando si estinse a poco a poco (l'ultima partita è stata registrata nel 986).
Nel XVIII secolo il gioco riapparve, in gran parte dovuto al sostegno di Tokugawa Yoshimune. A questo punto si era evoluto da un gioco simile al polo (usando bacchette) a qualcosa di più simile al lacrosse. Durante questo periodo, il dakyu era considerato come un corollario per l'addestramento militare (allo scopo di una formazione delle competenze necessarie per maneggiare una lancia a cavallo).
Questo aspetto è stato sottovalutato in epoca Meiji, quando il gioco ancora una volta perso la sua diffusione. Oggi sopravvive solo come assetto culturale; viene praticato come forma di spettacolo, soprattutto in Cina, in occasione di rievocazioni storiche.

## Regole
Nella sua forma primitiva il gioco consiste nel colpire una pietra sferica con lunghe pertiche di legno. Le competizioni si svolgevano su campi non delimitati da alcun lato e lo scopo era quello di spingere la sfera nella zona avversaria.
Nel XV secolo vengono stabilite delle dimensioni per il campo (20 m di larghezza e 50 m di lunghezza) e fissato a 5 il numero di giocatori per squadra.
Nel XVI secolo si sostituiscono gli strumenti del gioco: dalle pertiche si passa a mazze con lunghe canne terminanti con rete metallica che cattura e sposta la palla, come nel lacrosse.
Lo scopo è quello di tirare la palla dentro il cerchio avversario (46 cm di diametro) posto a 2,13 m dal suolo.
Una partita è divisa in due tempi e termina quando una delle due squadre arriva a 12 punti.

### StileKagemiryu
Nello stile di gioco Kagemiryu o Hachinohe, che risale al XVIII secolo, le squadre sono composte da quattro cavalieri ciascuna. I giocatori corrono a sospingere palline del diametro di 30 cm del loro colore nei quattro obiettivi posti nel campo (due per ogni lato), tirando da una distanza predefinita tra i 18 e i 27 metri dall'obiettivo. Un obiettivo centrato è segnalato da percussioni, tamburi per la squadra bianca, gong per la squadra rossa. La squadra vincente è la prima a mettere tutte le palle in gol.

### StileYamagata
Nello stile Yamagata o Imperiale, vengono utilizzati bastoni più brevi (solo 1 metro, meno della metà della lunghezza di quelli utilizzati nello stile Hachinohe), ed entrambe le squadre devono centrare un unico obiettivo. La palla è anche più piccola, avendo soli pochi centimetri di diametro. Nei giochi in stile Yamagata vengono utilizzate cinque sfere, mentre undici nello stile imperiale. Quando l'obiettivo ha ricevuto tutte le palle, una palla finale chiamata agemari è messa in gioco; a seconda di quale squadra poi ha segnato con la agemari vince la partita.